# محمد الزير
محمد الزير مواليد 2 فبراير 1987، هو لاعب كرة يد سعودي يلعب كلاعب الدائرة. يلعب حاليا مع نادي الصفا. مثل منتخب السعودية لكرة اليد.

## سجل المنافسة
شارك في البطولات التالية:
- بطولة العالم لكرة اليد للرجال 2015
- بطولة العالم لكرة اليد للرجال 2017